# Огарков, Иван Фёдорович
Иван Фёдорович Огарков (1895—1968) — профессор (1949), военный судебный медик, полковник медицинской службы.

## Биография
Родился в д. Нелжа Воронежской губернии. После окончания медицинского факультета Харьковского университета (1919) служил врачом в Красной армии. С 1921 года служил в Смоленском гарнизоне, в 1921—1940 годах — по совместительству зав. подотделом медицинской экспертизы, начальник губернской и областной судебно-медицинской экспертизы.
С 1926 (по другим данным — с 1928) года ассистент кафедры судебной медицины Смоленского медицинского института. В 1936 году защитил диссертацию на тему «Ранения холостыми выстрелами». С 1940 года — доцент кафедры судебной медицины СМИ, полковник медицинской службы (1940).
С 1939 года — преподаватель кафедры судебной медицины Военно-медицинской академии им. С. М. Кирова (проработал там 25 лет).
С февраля по апрель 1943 года — помощник начальника и судебно-медицинский эксперт ПАЛ-84 Ленинградского фронта. В последующем — главный судебно-медицинский эксперт Брянского, с ноября 1943 года — 2-го Прибалтийского фронта.
С октября 1944 года — преподаватель кафедры судебной медицины ВМА. В 1945 году защитил докторскую диссертацию «Небоевые ранения из винтовки и их судебно-медицинская экспертиза», профессор (1949).
С 1949 (или с 1946) по 1964 год — начальник кафедры судебной медицины ВМА имени С. М. Кирова.
Автор более 90 научных работ. Редактор и соавтор учебника судебной медицины для слушателей ВМФ и монографии «Врачебные правонарушения и уголовная ответственность за них» выдержавшей два издания (1961, 1966).
В 1963 году уволен из армии по возрасту. В отставке — профессор кафедры уголовного процесса и криминалистики юридического факультета Ленинградского университета.
Умер в 1968 году в Ленинграде. Похоронен на Богословском кладбище, участок 30.

## Награды
Награждён 5 орденами и многими медалями.

## Научные труды
- Врачебные правонарушения и уголовная ответственность за них / И. Ф. Огарков. — Л.: Медицина, 1966. — 196 с.

## Семья
Сын — Всеволод Иванович Огарков.